# Liolaemus buergeri
Liolaemus buergeri este o specie de șopârle din genul Liolaemus, familia Tropiduridae, descrisă de Werner 1907. Conform Catalogue of Life specia Liolaemus buergeri nu are subspecii cunoscute.